# Diecezja Fossombrone
Diecezja Fossombrone – historyczna diecezja Kościoła rzymskokatolickiego we Włoszech (w prowincji Pesaro i Urbino).
Diecezja została erygowana w V wieku. Podlegała bezpośrednio Stolicy Apostolskiej. Od 1563 r. była sufraganią archidiecezji Urbino. Diecezja istniała aż do 30 września 1986 r., kiedy to została zjednoczona z diecezją Fano oraz diecezją Cagli i Pergola w diecezję Fano-Fossombrone-Cagli-Pergola.
Pierwszym znanym biskupem diecezji był Innocenty, który uczestniczył w synodach rzymskich w 499, 501 i 502. Znanymi biskupami Fossombrone byli m.in.: 
- Piotr - legat papieża Jana VIII we Francji w latach 876-877
- Fulkuin - legat apostolski w Dalmacji w 1076
- św. Hildebrand - patron katedry w Fossombrone
- Niccolò Ardinghelli - kardynał włoski (1544)
- Gulio Maria Alvisini - internuncjusz w Rosji

Ostatnim biskupem od 11 lutego 1986 do 30 września 1986 był Mario Cecchini.

## Linki
- zdjęcia katedry w Fossombrone